# لويس هارولد غراي
لويس هارولد غراي (بالإنجليزية: Louis Harold Gray)‏ (10 نونبر 1905 - 9 يوليوز 1965) كان فيزيائيا انجليزيا عمل في الأساس على تأثيرات الإشعاع على الأنظمة البيولوجية، واخترع علم الأحياء الإشعاعي . من بين العديد من الإنجازات الأخرى، عرف وحدة جرعة الإشعاع التي سميت نسبة له كوحدة في نظام الوحدات الدولي، الجراي .

## العمل
- 1933 - فيزيائي مستشفى في مستشفى مونت فيرنون، لندن
- 1936 - طور معادلة براغ-غراي، الأساسيات في طريقة تجويف التأين لقياس امتصاص طاقة أشعة غاما عن طريق المواد
- 1937 - بنى مولد نيترونات مبكر في مستشفى مونت فيرنون
- 1938 - درس التأثيرات البيولوجية للنيوترونات باستعمال المولد
- 1940 - طور مفهوم RBE (الفعالية البيولوجية النسبية) لجرعات من النيوترونات
- 1952 - بدأ البحث في الخلايا أورام نقص الأنسجة وأكسجين الضغط العالي .
- 1953 - أنشئ مختبر غراي في مستشفى مونت فيرنون
- 1953 - 1960 تحت توجيه غراي، طور جاك بوغ الانحلال الاشعاعي
- 1962 - اكتشف إد هارت، من مختبر أرغون الوطني، وجاك بوغ الإلكترونات الرطبة باستعمال انحلال نبض اشعاعي في مختبر غراي - بدأ هذا الاكتشاف توجها جديدا في البحث حيث بقي جد فعال اليوم وحيوي لفهم تأثيرات الإشعاع على الأنسجة البيولوجية، كنموذج لعلاج السرطان .